# ستگنا
ستگنا (به لهستانی:  Stegna) یک روستا در لهستان است که در گمینا ستگنا واقع شده‌است. ستگنا ۲٬۳۳۷ نفر جمعیت دارد.